# María Sornosa Martínez
María Maruja Sornosa Martínez (Manises, 15 de juny de 1949) és una política valenciana. Militant del Partit Comunista d'Espanya (PCE) durant la transició democràtica, a les eleccions municipals de 1979 fou escollida membre del consistori municipal de Manises, ocupant la regidoria de salut fins al 1994, primer amb el PCPV i després amb EUPV. Simultàniament, el 1991 es llicencià en geografia i història a la Universitat de València i el 1994 es diplomà en programació neurolingüística. El 1992 fou assessora de la Generalitat Valenciana en medi ambient i planificació regional.
Fou escollida diputada per Izquierda Unida a les Eleccions al Parlament Europeu de 1994, i durant el seu mandat fou membre de la Comissió de Drets de la Dona pel Parlament Europeu. Després abandonà IU i ingressà al PSOE, partit amb el qual fou escollida diputada a les Eleccions al Parlament Europeu de 1999 i 2004. Ha estat membre del Comitè del Medi Ambient, Salut Pública i Seguretat Alimentària del Parlament Europeu i membre de la delegació en l'Assemblea Parlamentària Paritària ACP-UE.